# Basse-Ham
Basse-Ham é uma comuna francesa na região administrativa de Grande Leste, no departamento de Mosela. Estende-se por uma área de 10,05 quilômetros quadrados, com 2.500 habitantes, com uma densidade de 249 hab/km².